# Minröj
Minröj (också röj, minröjare, minesweeper) är ett enspelarspel. Spelet går ut på att spelaren ska rensa ett fält med block utan att träffa minorna.  